# Élections constituantes de 1946 dans les Basses-Alpes
Les élections constituantes françaises de 1946 se sont déroulées le 2 juin.

## Mode de scrutin
Les députés sont élus selon le système de représentation proportionnelle suivant la règle de la plus forte moyenne dans le département, sans panachage ni vote préférentiel. Il y a 586 sièges à pourvoir.
Dans le département des Basses-Alpes, deux députés sont à élire.

## Élus
Les deux députés élus sont :
| Identité        | Parti |
| --------------- | ----- |
| Camille Reymond | SFIO  |
| Pierre Girardot | PCF   |

## Résultats

### Résultats à l'échelle du département
| Parti    | Parti    | Tête de liste   | Résultats | Résultats | Sièges | Sièges |
| Parti    | Parti    | Tête de liste   | Voix      | %         |        |        |
| -------- | -------- | --------------- | --------- | --------- | ------ | ------ |
|          | SFIO     | Camille Reymond | 14 972    | 35,07     | 1      |        |
|          | PCF      | Pierre Girardot | 13 240    | 31.01     | 1      |        |
|          | MRP      | Robert Meyer    | 12 208    | 28,59     | /      |        |
|          | RGR      | Marianne Verger | 2 284     | 5,35      | /      |        |
|          |          |                 |           |           |        |        |
| Inscrits | Inscrits | Inscrits        | 56 659    |           | 2      |        |
| Votants  | Votants  | Votants         | 43 822    | 77,34     |        |        |
| Exprimés | Exprimés | Exprimés        | 42 694    | 97,43     |        |        |